# Швейцария на летних Олимпийских играх 1912
Швейцария принимала участие в Летних Олимпийских играх 1912 года в Стокгольме (Швеция) в пятый раз за свою историю, и завоевала одну золотую медаль. 

## 01!Золото
- Архитектура, мужчины — Альфонс Лаверрьер и Эжен-Эдуар Моно.

## Результаты соревнований

### Лёгкая атлетика
Мужчины
Многоборье
| Дисциплина | Спортсмен          | Параметр  | длина | копьё | 200 м | диск | 1500 м | Сумма мест | Итоговое место |
| ---------- | ------------------ | --------- | ----- | ----- | ----- | ---- | ------ | ---------- | -------------- |
| пятиборье  | Бруно Юлиус Вагнер | Результат | 6,22  | 41,31 | 25,3  | —    | —      | 52         | 20             |
| пятиборье  | Бруно Юлиус Вагнер | Место     | 16    | 13    | 23    | —    | —      | 52         | 20             |

## Конкурсы искусств
Альфонс Лаверрьер и Эжен-Эдуар Моно получили золотую медаль в категории «Архитектура» за «Проект современного стадиона», кроме них в конкурсе принимали участие Гийом Фатио и Конрад Хиппенмайер. В музыкальном конкурсе принимали участие Гюстав Доре и Эмиль Жак-Далькроз.